# Ein ganzes Leben (Film)
Ein ganzes Leben ist ein deutsch-österreichischer Spielfilm des Regisseurs Hans Steinbichler aus dem Jahr 2023 mit Stefan Gorski, August Zirner, Julia Franz Richter, Andreas Lust und Robert Stadlober. Das Drehbuch von Ulrich Limmer basiert auf dem 2014 veröffentlichten gleichnamigen Roman von Robert Seethaler.

## Handlung
Erzählt wird die Lebensgeschichte des Hilfsarbeiters Andreas Egger, der Anfang des 20. Jahrhunderts als Waisenkind in den Alpen auf den Hof von Hubert Kranzstocker kommt. Der gottesfürchtige, aber gewalttätige Bauer sieht in Egger lediglich eine billige Hilfskraft; Fürsorge bringt ihm nur die alte Ahnl entgegen. Nach deren Tod nimmt der mittlerweile erwachsene Egger eine Anstellung bei einem Arbeitstrupp an, der am Weitlahnerkopf eine der ersten Seilbahnen baut.
Mit dem Ersparten pachtet er eine Holzhütte in den Bergen für sich und seine große Liebe. Knapp entgeht er einer Lawine, die Marie und das Anwesen verschüttet. Zu Beginn des Zweiten Weltkriegs wird Andreas eingezogen. Nach einer russischen Kriegsgefangenschaft kehrt er erst Jahre später ins Tal zurück. Im Laufe der Zeit wird er damit konfrontiert, wie sich das Bergbauerndorf zu einer modernen Tourismusdestination verwandelt. Er aber zieht sich zurück und lebt in Einsamkeit, immer in Gedanken an seine wahre Liebe Marie. Zum Ende blickt der alte Egger positiv auf sein bisheriges Leben zurück.

## Produktion und Hintergrund
Die Dreharbeiten fanden ab Februar 2022 in Osttirol, Südtirol und Oberbayern statt. Drehorte waren unter anderem Matrei in Osttirol, Lienz sowie der Chiemgau. Für die Dreharbeiten wurden rund 1000 Komparsen gesucht.
Unterstützt wurde die Produktion vom Deutschen Filmförderfonds, der Filmförderungsanstalt, dem FilmFernsehFonds Bayern, dem Österreichischen Filminstitut, von FISA Filmstandort Austria und Cine Tirol sowie von IDM Südtirol / Alto Adige, beteiligt war der Österreichische Rundfunk. Produziert wurde der Film von der deutschen Tobis Film (Produzenten Theodor Gringel, Skady Lis, Timm Oberwelland und Tobias Alexander Seiffert) in Koproduktion mit der österreichischen Epo-Film der Produzenten Dieter und Jakob Pochlatko, die Serviceproduktion in Südtirol übernahm die Albolina Film GmbH und den Vertrieb die Tobis Film.
Die Kamera führte Armin Franzen, die Musik schrieb Matthias Weber, die Montage verantwortete Ueli Christen und die Besetzung Nicole Schmied. Den Ton gestaltete Max Vornehm, das Kostümbild Monika Buttinger, das Szenenbild Marcel Beranek (Winter) und Jurek Kuttner (Frühling, Sommer und Herbst) und die Maske Helene Lang, Karoline Strobl und Michaela Sommer. Die Kostüme stammten vom Kostümverleih Lambert Hofer.
Der Film wurde als einer von zwölf Bewerbern für den deutschen Beitrag für die Oscarverleihung 2024 für den besten internationalen Film eingereicht.

## Veröffentlichung
Der Film wurde am 19. September 2023 im Rahmen der Filmkunstmesse Leipzig gezeigt und beim Zurich Film Festival als Gala Premiere am 1. Oktober 2023 vorgestellt. Am 4. Oktober 2023 wurde die Produktion am Filmfest Hamburg präsentiert.
Am 2. November 2023 wurden mit dem Film die Biberacher Filmfestspiele eröffnet. Kinostart war in Deutschland und Österreich am 9. November 2023. Ende November 2023 wurde die Produktion als Eröffnungsfilm des Kinofests Lünen gezeigt.

## Rezeption
Markus Tschiedert vergab auf Filmstarts.de vier von fünf Sternen. Dem Regisseur Steinbichler sei damit ein gewaltiges Epos gelungen, das einen allein schon mit der Fotografie einer kolossalen Bergkulisse sofort in den Bann ziehe.
Peter Gutting bewertete den Film auf film-rezensionen.de mit sechs von zehn Punkten. Die Romanverfilmung wirke stellenweise überfrachtet von einer Hollywood-artigen Filmmusik und dem Schielen auf ein großes Publikum.
Die Jury der Deutschen Film- und Medienbewertung (FBW) hat den Film mit dem Prädikat „besonders wertvoll“ ausgezeichnet und hebt dabei den präzisen Blick des Films für Ort und Umgebung hervor: „Nichts wirkt künstlich hinzugefügt oder zu stark digital bearbeitet – die Bergwelt mit ihren einsamen Höhen und den sich transformierenden Siedlungen im Tal kommt als vollkommen organisch herüber, sie wird nicht zuletzt durch die Entwicklung von einem Ort der Armut und Entbehrung zu einem des blühenden Bergtourismus eine eigene Art von Protagonist der Geschichte.“
Mit insgesamt 40.532 Kinobesuchern lag der Film auf Platz 6 der österreichischen Produktionen des Kinojahres 2023. In Deutschland verzeichnete der Film 250.619 Besucher.

## Auszeichnungen und Nominierungen
- 2024: Bayerischer Filmpreis 2023 in der Kategorie Bester Darsteller (Stefan Gorski)[23]

Deutscher Filmpreis 2024
- Nominierung in der Kategorie Bester Spielfilm (Timm Oberwelland, Theodor Gringel, Dieter Pochlatko)[24]
- Nominierung in der Kategorie Bestes Szenenbild (Jurek Kuttner, Marcel Beranek, Hanna Bowe, Bernadette Weinzierl)
- Nominierung in der Kategorie Bestes Maskenbild (Helene Lang)
- Nominierung in der Kategorie Beste Tongestaltung (Max Vornehm, Christof Ebhardt, Christian Bischoff)

Österreichischer Filmpreis 2024
- Nominierung in der Kategorie Beste männliche Hauptrolle (Stefan Gorski)[25]
- Nominierung in der Kategorie Bestes Kostümbild (Monika Buttinger)
- Nominierung in der Kategorie Bestes Maskenbild (Helene Lang, Karoline Strobl, Michaela Sommer)
- Nominierung in der Kategorie Bestes Szenenbild (Jurek Kuttner, Marcel Beranek)